# Lee Won-jae (Fußballspieler, 1986)
Lee Won-jae (kor. 이원재; * 24. Februar 1986) ist ein vereinsloser südkoreanischer Fußballspieler.

## Karriere
Das Fußballspielen lernte Lee Won-jae auf der Pohang Jecheol Technical High School in Pohang. Seinen ersten Vertrag unterschrieb er 2005 bei den Pohang Steelers, einem Verein der in der ersten Liga des Landes, in der K League, spielte. 2008 wechselte er zum Ligakonkurrenten Jeonbuk Hyundai Motors, ebenfalls ein Verein aus der K-League. Über Ulsan Hyundai, für den er 2009 bis 2010 auflief, kam er 2010 wieder zu seinem ersten Verein Pohang Steelers zurück. Von 2013 bis 2014 spielte er für Ansan Police. Zu den Spielern des Vereins zählen südkoreanische Profifußballer, die ihren zweijährigen Militärdienst ableisten. Nach Beendigung des Militärdienstes ging er zum Zweitligisten Daegu FC. Nach nur einem Jahr wechselte er zum Ligakonkurrenten Gyeongnam FC, einem Verein, der in Gyeongsangnam-do beheimatet ist. Seinen ersten Vertrag im Ausland unterschrieb er 2017 in Bahrain. Hier spielte er 13 Mal für den Manama Club, einem Club aus der Hauptstadt Manama. 2018 ging er nach Thailand, wo er sich dem Erstligisten Nakhon Ratchasima FC anschloss. Für den Klub aus Korat absolvierte er 53 Erstligaspiele. 2020 wechselte er nach Indonesien. Hier unterschrieb er in Jakarta einen Vertrag bei Bhayangkara FC. Mit dem Verein spielte er in der höchsten Liga des Landes, der Liga 1, und absolvierte dort drei Partien. Seit dem 25. Februar 2021 ist er vertrags- und vereinslos.

## Erfolge
Pohang Steelers
- Südkoreanischer Pokalsieger: 2012